# Conselho dos Procuradores Gerais das Províncias do Brasil
O Conselho dos Procuradores das Províncias, também denominado Conselho de Estado, foi criado por D. Pedro I por decreto de 16 de fevereiro de 1822 e extinto por lei de 20 de outubro de 1823, revogando o citado decreto.

## Antecedentes
O objetivo do decreto foi "criar um centro de união e força que impedisse o desmembramento do país, mantendo a sua unidade política, na iminência de fracionar-se em virtude do estabelecimento de juntas governativas provisórias, independentes entre si e subordinadas ao governo de Lisboa."

## Funções do Conselho
- aconselhar D. Pedro I todas as vezes que lhe fosse recomendado, nos negócios mais importantes e difíceis
- examinar os projetos de reforma administrativa que lhe fossem enviados
- propor medidas e planos que parecessem mais urgentes e vantajosos para o bem-estar do Reino Unido do Brasil
- advogar e zelar cada um de seus membros pelas utilidades de suas respectivas províncias.

## Extinção
Com a extinção do Conselho, a representatividade nacional das províncias foi substituída, com a Constituição de 1824, pelos deputados.

## Membros do Conselho
Membros por ordem de posse:
- Minas Gerais: José de Oliveira Pinto Botelho Mosqueira
- Minas Gerais: Estêvão Ribeiro de Resende
- Espírito Santo: José Vieira de Matos
- Santa Catarina: Joaquim Xavier Curado
- São Paulo: Antônio Rodrigues Veloso de Oliveira
- Rio Grande do Sul: Antônio Vieira da Soledade
- Minas Gerais: Manuel Ferreira da Câmara Bittencourt Aguiar e Sá
- Paraíba: Manuel Clemente Cavalcanti de Albuquerque
- Goiás: Manuel Rodrigues Jardim
- São Paulo: Manuel Martins do Couto Reis